# 吉見一起
吉見 一起（よしみ かずき、1984年9月19日 - ）は、京都府福知山市出身の元プロ野球選手（投手、右投右打）、野球解説者、YouTuber。現在はトヨタ自動車硬式野球部のテクニカルアドバイザー、野球日本代表の投手コーチを務めている。

## 経歴

### プロ入り前
京都府福知山市生まれ。福知山市立大正小学校へ入学し、2年生への進級式前の時期に父親の仕事の都合で大阪府吹田市へと転居した。それに伴い吹田市立片山小学校へ転校し、同校2年生時に野球を始めた。その後、吹田市立片山中学校を経て金光大阪高等学校へ進学し、エースとして活躍。2002年の第74回選抜大会に初出場するも1回戦で森岡良介（のち東京ヤクルトスワローズ）らを擁する明徳義塾に敗れる。
卒業後トヨタ自動車に入り、社会人ナンバー1投手と評された。中学校の同窓生（1学年上）である妻と出会ったのもこの頃。肘の手術もあり評価はやや下がっていたものの、2005年のドラフトの目玉となり、2005年のドラフト希望入団枠で中日ドラゴンズに入団した。背番号は19。

### 中日時代
2006年は9月10日に一軍昇格し、対広島東洋カープ戦でプロ初登板し1回1/3を無失点、9月18日の対横浜ベイスターズ戦で5回2失点で初勝利。日本シリーズにも中継ぎとして登板する。
2007年はファーム日本選手権で最優秀選手賞、ドミニカ共和国のウィンターリーグに参加し、帰国後の12月16日に結婚。
2008年は、オープン戦で3試合15イニングを無失点に抑え、初の開幕一軍入り。4月6日の対東京ヤクルトスワローズ戦で初完投・初完封勝利。4月13日の広島戦で被安打11ながら連続完封する。開幕からの連続無失点イニングを24回2／3まで伸ばし、8連勝はチームタイ記録。また、同シーズンはウエスタン・リーグの開幕投手を務めた。一時期はチーム事情からセットアッパーに回ったが、右肩の故障によりチームから一時離脱、出場が決まっていたオールスターゲームは出場を辞退した。肩痛が癒えた夏以降は再び先発ローテーションに戻り、このシーズンは10勝を記録した。また、シーズン通算2完封はコルビー・ルイス（広島）と並びセ・リーグ最多であった。
2009年は、先発ローテーション入りし、4月4日の対横浜戦でシーズン初先発を95球完封勝利、前半戦最後の登板となった7月18日の対横浜戦で、シーズン10勝目・4度目の完封勝利。オールスターゲームに監督推薦で選出され、第二戦に登板するが敗戦投手となる。後半戦は10月3日の対横浜戦で16勝目、最終的に館山昌平（ヤクルト）と共に16勝で最多勝利。防御率も1.996（同僚のチェンに次ぐリーグ2位）、シーズン通算4完封はチェン、涌井秀章（埼玉西武ライオンズ）と並び両リーグ最多、無四球試合3試合は両リーグ通じて単独最多。
2010年は、自身初の開幕投手（対広島戦）を務め、6回3失点で敗戦投手となる。開幕投手を任されると聞いたのは、お風呂場で森ヘッドコーチからだった。読売ジャイアンツ相手に5勝するなど3年連続2桁勝利。2009年に16勝を挙げる活躍をしたにもかかわらず、契約交渉でフロントに「巨人戦で勝ってない」と言われて奮起。2010年には自ら巨人戦での登板を希望して、5勝を挙げた。次の契約交渉では微増を提案されたが、巨人戦での活躍をアピールし、保留。結果、年俸を上げてもらった、と吉見本人が語っている。CSファイナルステージでは第二戦に、日本シリーズでは初戦に先発し1敗。
2011年は、前年に痛めた肘を2度手術した影響でシーズン開幕には間に合わなかったが、一軍合流後は活躍し、オールスターゲームにも監督推薦で選出され、9月には自身初の月間MVPを獲得。最終的に内海哲也（巨人）と並ぶ18勝を挙げ2度目の最多勝を獲得し、4年連続の2桁勝利となった。防御率も1.65と自身2度目の防御率1点台を記録し、初の最優秀防御率のタイトルも獲得した。さらに、谷繁元信と共に、自身初の最優秀バッテリー賞も受賞した。その他、最高勝率（.857）、最多完封（3完封）、最多無四球試合（3試合）も達成している。
退任を控えていた落合監督について、落合監督は「他人のために野球をするな、自分のためにしろ」といつも言っていたが、退任を知って、「落合監督のためになんとしても」という気持ちでプレーしていた。
ヤクルトとのクライマックスシリーズファイナルステージでは、11月2日の第1戦に先発し7回1/3を投げて1失点で勝利。中日が日本シリーズ進出を決めた11月6日の第5戦にも中3日で再び先発し、館山昌平とのエース対決を制し、8回を投げて無失点で同シリーズ2勝目を挙げた。防御率も0.59で、クライマックスシリーズMVPを受賞した。落合監督も、試合後の優勝監督インタビューの中で、「（監督に）就任してから、吉見のこんないいピッチングを見たのは初めてで素晴らしかった」と絶賛した。落合監督の絶賛の言葉は、ベンチにいてよく聞こえず、新聞でその言葉を知った。落合監督は勝っても負けても厳しい言葉だったので、褒められたのはこの時だけだった。日本シリーズでは第2戦に先発、6回1/3を1失点で勝敗つかず、第6戦でも先発し7回2/3を1失点で勝利投手となり、敢闘選手賞を受賞。
2012年は、選手会長に就任。2年ぶり2度目の開幕投手を務めた。開幕戦は2年前の開幕戦で投げ負けた前田健太との投げ合いだったが、途中までノーヒットノーランという快投を見せ、自身初の開幕戦勝利投手となった。5月2日から6月16日まで左脚大腿二頭筋挫傷により登録抹消となった。この怪我について吉見は「登板予定日の2日前の練習中、50mダッシュで普段よりタイムが0.1秒ほど速く違和感はあった。あのときはオーバーヒート状態だった。」と語っている。9月19日からリーグ戦終了の10月5日まで右肘の肘頭骨棘骨折により再度抹消となり、2か月以上を二軍で過ごし規定投球回に満たなかったものの、自身初のシーズン最多完投勝利、4度目の最多完封、3度目の最多無四球試合を達成した。また、中日では星野仙一以来となる5年連続2桁勝利も達成した。なお、13勝の内4勝を巨人から挙げている。オフの12月4日に、第3回WBC日本代表候補選手34人が発表され候補入りした。
2013年は、前年12月に第3回WBC日本代表候補入りした時点でトミー・ジョン手術を勧められており、万全ではなかったため、第3回WBC日本代表を辞退した。シーズンでは2年連続で開幕投手を務め（対DeNA戦）、7回1失点に抑え、勝利投手の権利を持って降板したが、後続が打たれたため勝ち負けは付かなかった。2013年は違う人が開幕投手をする、という噂を聞いたため、自ら高木監督のところに近藤真市コーチと出向いた。そこで「君を一番信用している」と言われ、無事に開幕投手を務めた。その後は右肘の張りによる2度の登録抹消を経て、6月4日に右肘内側側副靱帯の再建手術（トミー・ジョン手術）と右肘関節内クリーニング手術を受け、そのままシーズンを終えた。
2014年は、7月8日の対ヤクルト戦で427日ぶりのマウンドに立ったが、安定感を欠き、7月24日には右肘の炎症で登録を抹消。以降一軍での登板は無く、3試合登板、0勝1敗に終わった。
2015年は、4月1日の対読売ジャイアンツ戦でマウンドに立ち、708日ぶりに勝利を飾った。その後中7 - 10日で使われ安定した投球を続けたが、試合中に再度右肘に違和感を感じ緊急降板。登録を抹消され再度手術となった。オフ（11月13日）の契約更改では同年の年俸が9900万円だったことを明かした上で、1000万円減（約10%）の8900万円で合意した
2016年は、開幕後まもなく先発ローテーション入りした。100球前後での交替を自ら希望し、球数制限を受けながらも21試合に先発。怪我なく6勝7敗でシーズンを終えた。登板する際、森ヘッドコーチからの激励を「大事にされている、リスペクトしてもらえている」と感じていた。年間登板日程の決定を吉見自身に託されるなど、モチベーションを維持でき、「辞める前、一番ちゃんと投げられた1年だった」と吉見は回顧している。
2017年は、調子を大きく落とし3勝に留まった。
2018年は、8月11日に6年ぶりとなる無四球完封勝利を挙げた。オフにはシーズン中に取得した国内FA権を行使せず、2年総額1億8000万円の契約で残留することを発表した。
2019年は、わずか5登板で1勝という成績に終わった。
2020年は、6月27日の広島戦で勝利投手となるも、以降目立った活躍を見せることができず、11月1日に同年限りで現役を引退することを発表した。ナゴヤドーム同年最終試合となる同月6日のヤクルト戦にて引退試合が行われ、共に自主トレーニングを行なっていた福岡ソフトバンクホークスの千賀滉大と石川柊太、元チームメイトである髙橋聡文らが見守る中で先発登板し、先頭打者の山崎晃大朗を空振り三振に打ち取り降板し、現役最後の登板を終えた。

### 現役引退後
現役引退から約1か月後となる12月10日に、2021年度よりCBCテレビ・CBCラジオとキー局のTBSテレビ（横浜DeNAベイスターズ主催試合のBS-TBS・TBSチャンネル放送分）の野球解説者・中日スポーツの野球評論家として活動することが発表された。
2021年1月13日、トヨタ自動車硬式野球部Instagramにて古巣であるトヨタ自動車硬式野球部のテクニカルアドバイザーに就任したことが発表された。
2022年5月、井端弘和の招聘に応じ、侍ジャパンU―12代表の投手コーチに就任。
2023年10月、侍ジャパントップチームの投手コーチに就任。
2023年オフのウインターリーグでは、台鋼ホークスの臨時投手コーチを務めた。

## 選手としての特徴
通算与四球率1.55の抜群の制球力を武器とする。ノーワインドアップのスリークォーターから速球と同じ腕の振りで投げるスライダーとシュート、フォークボールを投げ分ける。パームボールも投げることができるが、基本的な球種であるカーブは「抜く」感覚が分からず投げられない。ストレートの球速はかつては平均球速約141km/h、最速148km/hを計測していたが、アマチュア時代を含めて肩や肘を数回故障した影響からか2011年以降は平均球速は約139km/hに満たず、最速でも146km/h程度になっている。
投球のテンポが良く、打者を2ストライクに追い込んでからは圧倒的な強さを誇る。また試合終盤に強く、2009年には球数90を越えて以降の被打率.149と驚異的な数値を残した。
2011年、権藤博に「スライダー何種あるんだ?」と問われ、「自分は同じ球種と思って投げていても、球速が違うことで、相手には違う球種だと感じさせることができる」ことを認識した、と吉見は述懐している。

## 人物
高校時代から、マウンドのトンボかけは3年生のチームの中心選手になっても後輩に任せず自分で行っていた。
2024年WBSCプレミア12での経験を、吉見は「日の丸を背負うのは思った以上に大変だった。」と述懐している。

## 詳細情報

### 年度別投手成績
| 年 度      | 球 団      | 登 板 | 先 発 | 完 投 | 完 封 | 無 四 球 | 勝 利 | 敗 戦 | セ 丨 ブ | ホ 丨 ル ド | 勝 率 | 打 者 | 投 球 回 | 被 安 打 | 被 本 塁 打 | 与 四 球 | 敬 遠 | 与 死 球 | 奪 三 振 | 暴 投 | ボ 丨 ク | 失 点 | 自 責 点 | 防 御 率 | W H I P |
| ---------- | ---------- | ----- | ----- | ----- | ----- | -------- | ----- | ----- | -------- | ----------- | ----- | ----- | -------- | -------- | ----------- | -------- | ----- | -------- | -------- | ----- | -------- | ----- | -------- | -------- | ------- |
| 2006       | 中日       | 4     | 2     | 0     | 0     | 0        | 1     | 0     | 0        | 0           | 1.000 | 53    | 13.1     | 10       | 1           | 3        | 0     | 0        | 10       | 0     | 0        | 4     | 4        | 2.70     | 0.98    |
| 2007       | 中日       | 5     | 4     | 0     | 0     | 0        | 0     | 1     | 0        | 0           | .000  | 74    | 14.2     | 25       | 5           | 7        | 0     | 0        | 14       | 1     | 0        | 14    | 12       | 7.36     | 2.18    |
| 2008       | 中日       | 35    | 14    | 3     | 2     | 0        | 10    | 3     | 0        | 10          | .769  | 476   | 114.1    | 118      | 11          | 25       | 0     | 4        | 82       | 1     | 0        | 46    | 41       | 3.23     | 1.25    |
| 2009       | 中日       | 27    | 25    | 5     | 4     | 3        | 16    | 7     | 0        | 1           | .696  | 750   | 189.1    | 166      | 10          | 33       | 2     | 3        | 147      | 6     | 1        | 52    | 42       | 2.00     | 1.05    |
| 2010       | 中日       | 25    | 25    | 1     | 1     | 0        | 12    | 9     | 0        | 0           | .571  | 659   | 156.2    | 159      | 19          | 25       | 4     | 5        | 115      | 5     | 0        | 67    | 61       | 3.50     | 1.17    |
| 2011       | 中日       | 26    | 25    | 5     | 3     | 3        | 18    | 3     | 0        | 0           | .857  | 734   | 190.2    | 143      | 8           | 23       | 1     | 4        | 120      | 0     | 0        | 38    | 35       | 1.65     | 0.87    |
| 2012       | 中日       | 19    | 19    | 6     | 2     | 3        | 13    | 4     | 0        | 0           | .765  | 529   | 138.2    | 121      | 5           | 13       | 0     | 0        | 76       | 1     | 0        | 28    | 27       | 1.75     | 0.97    |
| 2013       | 中日       | 6     | 6     | 0     | 0     | 0        | 1     | 4     | 0        | 0           | .200  | 157   | 36.1     | 40       | 5           | 10       | 3     | 0        | 29       | 0     | 0        | 19    | 19       | 4.71     | 1.38    |
| 2014       | 中日       | 3     | 3     | 0     | 0     | 0        | 0     | 1     | 0        | 0           | .000  | 62    | 15.0     | 16       | 4           | 2        | 0     | 0        | 6        | 0     | 0        | 8     | 7        | 4.20     | 1.20    |
| 2015       | 中日       | 8     | 8     | 0     | 0     | 0        | 3     | 0     | 0        | 0           | 1.000 | 186   | 48.0     | 34       | 0           | 12       | 0     | 1        | 39       | 1     | 0        | 5     | 5        | 0.94     | 0.96    |
| 2016       | 中日       | 21    | 21    | 1     | 0     | 0        | 6     | 7     | 0        | 0           | .462  | 535   | 131.1    | 134      | 11          | 27       | 2     | 0        | 81       | 1     | 0        | 49    | 45       | 3.08     | 1.23    |
| 2017       | 中日       | 14    | 14    | 0     | 0     | 0        | 3     | 7     | 0        | 0           | .300  | 334   | 75.2     | 93       | 8           | 14       | 0     | 1        | 38       | 0     | 0        | 49    | 44       | 5.23     | 1.41    |
| 2018       | 中日       | 20    | 20    | 1     | 1     | 1        | 5     | 7     | 0        | 0           | .417  | 516   | 125.2    | 136      | 15          | 24       | 0     | 4        | 61       | 1     | 1        | 54    | 54       | 3.87     | 1.27    |
| 2019       | 中日       | 5     | 5     | 0     | 0     | 0        | 1     | 1     | 0        | 0           | .500  | 96    | 19.2     | 30       | 0           | 4        | 0     | 2        | 17       | 1     | 0        | 14    | 14       | 6.41     | 1.73    |
| 2020       | 中日       | 5     | 5     | 0     | 0     | 0        | 1     | 2     | 0        | 0           | .333  | 77    | 17.2     | 21       | 6           | 3        | 0     | 2        | 10       | 0     | 0        | 11    | 11       | 5.60     | 1.36    |
| 通算：15年 | 通算：15年 | 223   | 196   | 22    | 13    | 10       | 90    | 56    | 0        | 11          | .616  | 5238  | 1287.0   | 1246     | 108         | 225      | 12    | 26       | 845      | 18    | 2        | 458   | 421      | 2.94     | 1.14    |

- 各年度の太字はリーグ最高

### 年度別守備成績
| 年 度 | 球 団 | 投手  | 投手  | 投手  | 投手  | 投手  | 投手     |
| 年 度 | 球 団 | 試 合 | 刺 殺 | 補 殺 | 失 策 | 併 殺 | 守 備 率 |
| ----- | ----- | ----- | ----- | ----- | ----- | ----- | -------- |
| 2006  | 中日  | 4     | 2     | 3     | 1     | 0     | .833     |
| 2007  | 中日  | 5     | 0     | 4     | 0     | 0     | 1.000    |
| 2008  | 中日  | 35    | 10    | 15    | 1     | 0     | .962     |
| 2009  | 中日  | 27    | 10    | 32    | 1     | 4     | .977     |
| 2010  | 中日  | 25    | 7     | 24    | 1     | 1     | .969     |
| 2011  | 中日  | 26    | 10    | 41    | 2     | 3     | .962     |
| 2012  | 中日  | 19    | 7     | 27    | 0     | 0     | 1.000    |
| 2013  | 中日  | 6     | 2     | 11    | 0     | 0     | 1.000    |
| 2014  | 中日  | 3     | 0     | 3     | 0     | 0     | 1.000    |
| 2015  | 中日  | 8     | 2     | 13    | 0     | 4     | 1.000    |
| 2016  | 中日  | 21    | 5     | 27    | 0     | 1     | 1.000    |
| 2017  | 中日  | 14    | 6     | 14    | 0     | 0     | 1.000    |
| 2018  | 中日  | 20    | 3     | 28    | 0     | 1     | 1.000    |
| 2019  | 中日  | 5     | 2     | 6     | 0     | 0     | 1.000    |
| 2020  | 中日  | 5     | 4     | 1     | 0     | 0     | 1.000    |
| 通算  | 通算  | 223   | 70    | 249   | 6     | 14    | .982     |

### タイトル
- 最多勝利：2回（2009年、2011年）
- 最優秀防御率：1回（2011年）
- 最高勝率：1回（2011年） ※当時連盟表彰なし。セントラル・リーグでは、1972年までと2013年以降表彰

### 表彰
- ベストナイン：1回（投手部門：2011年）
- 最優秀投手：1回（2011年）
- クライマックスシリーズMVP：1回（2011年）
- 日本シリーズ敢闘選手賞：1回（2011年）
- 月間MVP：2回（2011年9月、2012年8月）
- ファーム日本選手権MVP：1回（2007年）
- 最優秀バッテリー賞：1回（2011年 捕手：谷繁元信）
- ヤナセ・がんばれドラゴンズMIP賞：2回（2008年、2011年）[46]

### 記録
投手記録
- 初登板：2006年9月10日、対広島東洋カープ17回戦（広島市民球場）、8回裏二死に6番手で救援登板・完了、1回1/3を無失点
- 初先発・初勝利：2006年9月18日、対横浜ベイスターズ14回戦（横浜スタジアム）、5回2失点
- 初奪三振：同上、1回裏に金城龍彦から見逃し三振
- 初ホールド：2008年3月30日、対広島東洋カープ3回戦（ナゴヤドーム）、6回表に2番手で救援登板、2回無失点
- 初完投勝利・初完封勝利：2008年4月6日、対東京ヤクルトスワローズ3回戦（ナゴヤドーム）
- 1000投球回：2016年8月9日、対東京ヤクルトスワローズ19回戦（ナゴヤドーム）、7回表三死目に西田明央を遊撃ゴロで打ち取って達成 ※史上344人目
- 最多完封：2008年、2009年、2011年、2012年
- シーズン最多無四球試合：2009年、2011年、2012年
- オールスターゲーム出場：3回（2009年、2010年、2011年） ※2008年も選出されたが、出場辞退

打撃記録
- 初安打：2006年10月7日、対横浜ベイスターズ20回戦（横浜スタジアム）、5回表に門倉健から中前安打
- 初打点：2008年4月27日、対東京ヤクルトスワローズ6回戦（明治神宮野球場）、6回表に増渕竜義から一塁前スクイズ

### 背番号
- 19（2006年 - 2020年）
- 81（2023年 - ）

### 登場曲
- 「Drowning」バックストリート・ボーイズ（2008年）
- 「君という名の翼」コブクロ（2009年、2020年）
- 「感謝。」RSP（2010年）
- 「ただ、ありがとう」MONKEY MAJIK（2011年 - 2014年）
- 「Let's Get Ridiculous」RedFoo（2015年）
- 「My Stage」TAK-Z（2016年 - 2017年）
- 「Starting Over」Superfly（2017年9月 - シーズン終了）
- 「ポストに声を投げ入れて」YUKI（2018年）※登板時
- 「歓びの種」YUKI（2019年）※登板時
- 「プレイボール」YUKI（2019年）※打席時

## 関連情報

### 著書
- 『吉見一起のピッチングバイブル：絶対エースに学ぶ制球力を上げるピッチング』（舵社、2013年10月、ISBN 4807265539）
- 『吉見一起の投手「超」専門講座』（ベースボール・マガジン社、2022年10月、ISBN 978-4-583-11451-4）

### 出演

#### テレビドラマ
- 「八月は夜のバッティングセンターで。」第6話（2021年8月19日、テレビ東京） - 本人 役[47]

#### CM
- セブン-イレブン・ジャパン（2023年7月・10月）- 「いいともあいち応援フェア」川上憲伸と共演